# Ringschnabelmöwe

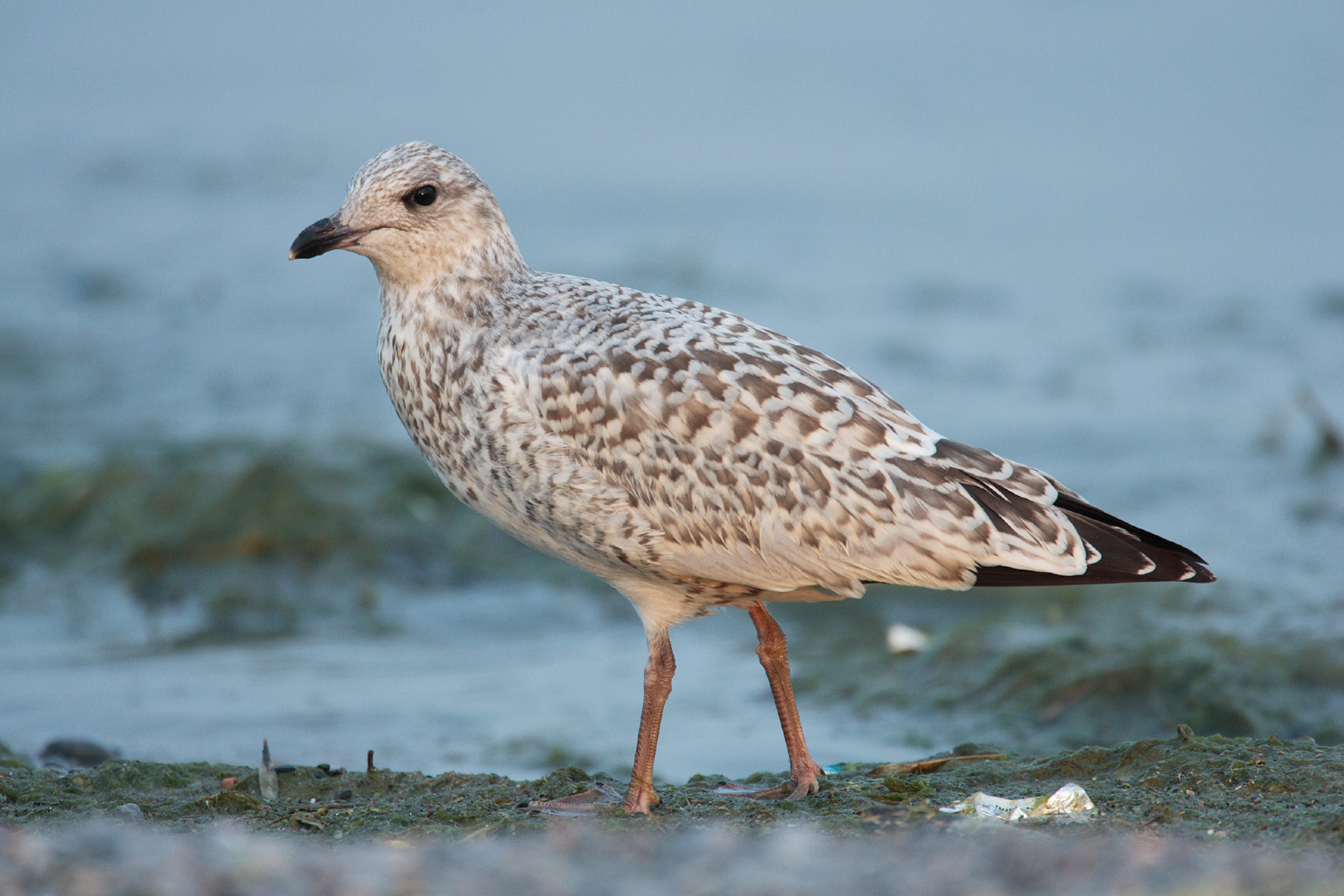
Jugendkleid

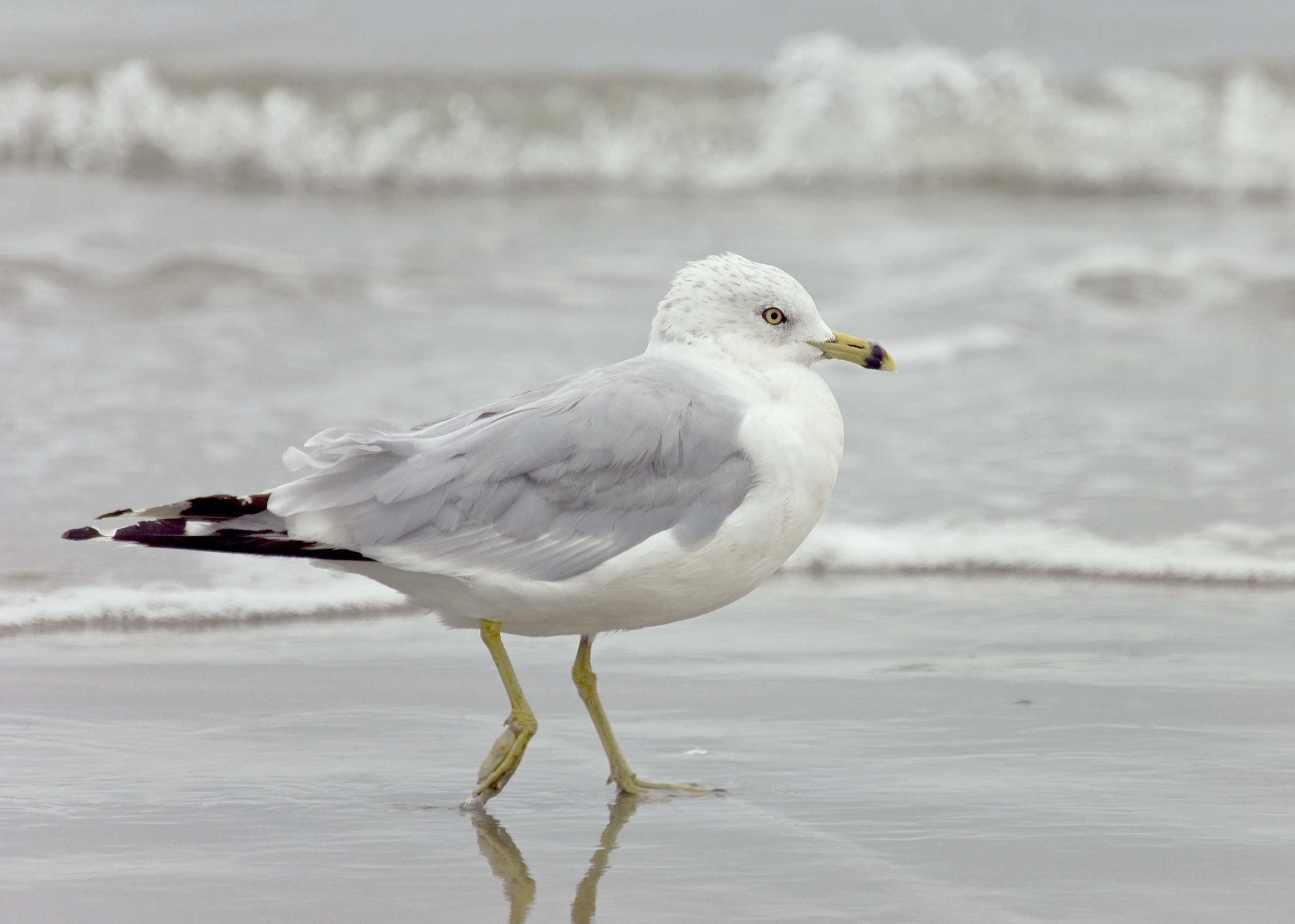
Schlichtkleid

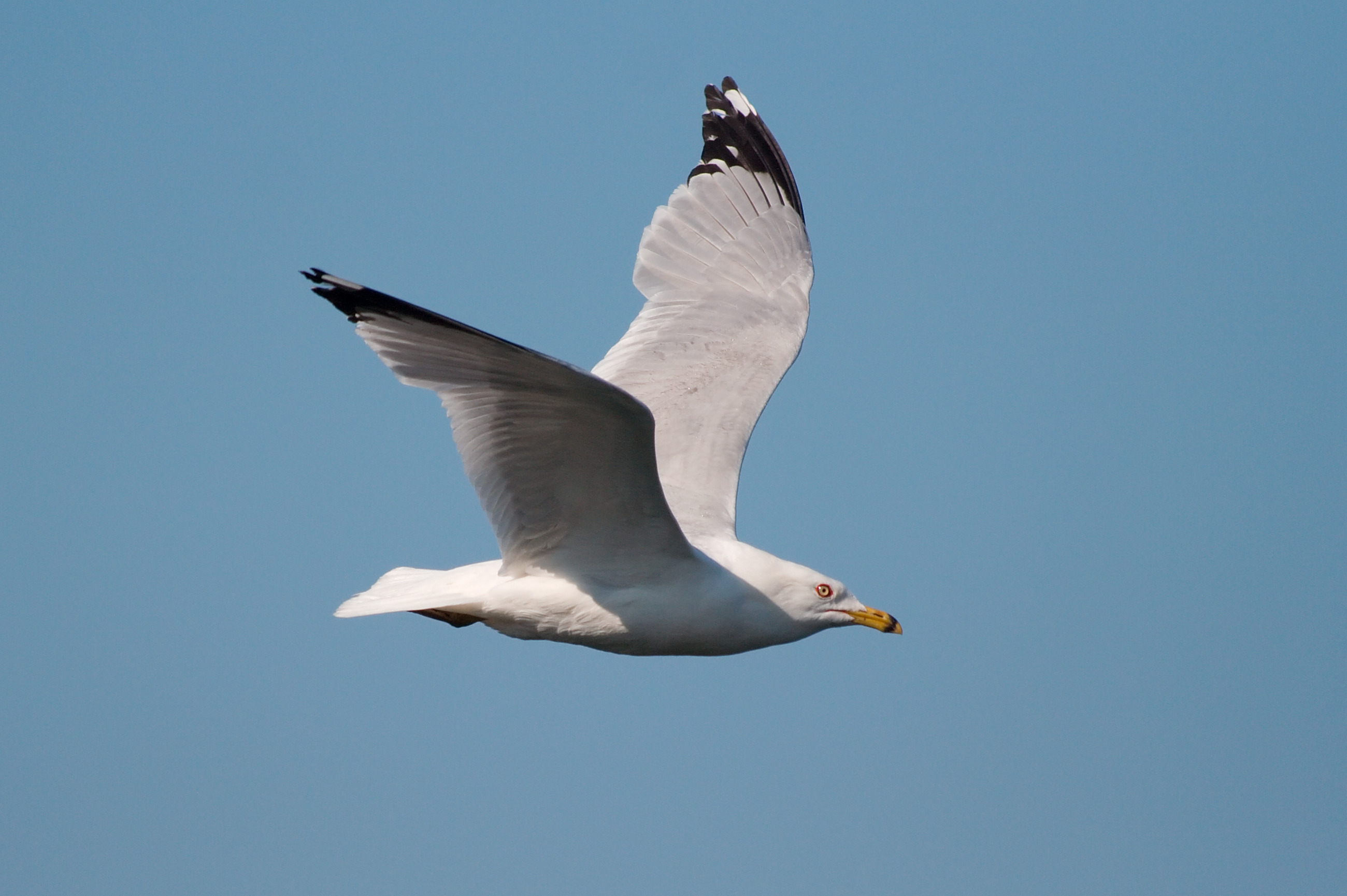
Fliegender Altvogel im Prachtkleid

Die Ringschnabelmöwe (Larus delawarensis) ist eine nordamerikanische Vogelart innerhalb der Möwen. Als Ausnahmeerscheinung ist sie auch in Europa anzutreffen.

## Merkmale
Die Ringschnabelmöwe erreicht eine Körperlänge von 41 bis 49 Zentimetern und eine Spannweite von 112 bis 124 Zentimetern. Sie ist schlank gebaut und besitzt einen großen Kopf, dessen Oberseite gleichmäßig gewölbt ist. Die langen, schmalen Flügel sind am Ende zugespitzt, Arm- und Handflügel sind etwa gleich lang. Der Schwanz ist kurz und an der Hinterkante gerade. Die Hinterzehe berührt nicht mehr den Boden. Der Schnabel ist relativ kurz und dünn, aber wie bei einer Silbermöwe mit hakenartiger Spitze und hervorstehendem Gonysfleck. 
Die Ringschnabelmöwe ist eine sogenannte Dreijahres-Möwe, das heißt, sie legt das vollständige Gefieder der Altvögel nach drei Jahren an. Altvögel haben einen hellgrauen Rücken und hellgraue Flügel. Die Armschwingen haben einen weißen Hinterrand. Die Spitzen der Handschwingen sind schwarz, sie weisen vier kleine auf dem Flügel längs angeordnete Flecke und kurz vor der Flügelspitze am Flügelvorderrand einen größeren weißen Fleck auf. Das übrige Gefieder ist weiß. Füße und Iris sind gelb. Das Auge ist von einem schmalen, roten und unbefiederten Lidring umgeben. Im Prachtkleid ist der Kopf rein weiß und der gelbe Schnabel trägt vor der Spitze eine schwarze Querbinde. Vor diesem Ring ist die Schnabelspitze hellgelb bis beige. Im Schlichtkleid ist der Schnabelschaft grünlich gelb oder graugelb. Der Kopf und der Nacken tragen nun graubraune Strichel. Besonders die Partien hinter dem Auge oder die an den Hals angrenzenden Ohrdecken sind gezeichnet. Ansonsten gleicht das Schlichtkleid dem Prachtkleid. 
Im Jugendkleid ist der Vogel fast einheitlich graubraun gefärbt oder gesprenkelt, nur Kopf, Bauch und Bürzel sind weißlicher. Die Handschwingen sind schwarzbraun und ohne die weißen Flecken, der restliche Flügel ist braun und wirkt geschuppt, da die Federmitten schwarz bis dunkelbraun gefärbt sind. Der Schwanz trägt eine breite, an den Rändern leicht diffuse Endbinde, die einen weißen, schmalen Hinterrand aufweist. Die Füße sind schmutzig graubeige. Die gesamte Schnabelspitze ist schwarz, der Schnabelschaft ist braunbeige. Im ersten Winterkleid ist das Gefieder nur noch gestrichelt, nicht mehr flächig braun. Handschwingen und Schwanz zeigen aber noch das Aussehen dieser im Jugendkleid. Gänzlich braun sind die weiß gerandeten Schirmfedern und die vorderen Armschwingen. Außerdem befinden sich einige braune Flecken auf dem Rücken und dem Unterflügel. Beine und Schnabel sind hell beige, die Schnabelspitze ist bis auf einen kleinen Punkt direkt am Schnabelende schwarz.
Im ersten Sommerkleid ist die Strichelung auf Bauch und Brust verschwunden. Die Armflügel sind fast ganz grau. Die schwarze Schwanzbinde ist blass. Der Schnabel hat die gleiche Färbung wie im ersten Winter, hat jedoch eine deutlich helle Spitze und einen dunklen Ring dahinter. Das zweite Winterkleid beinhaltet ganz graue Flügel mit weißem Hinterrand. Von den Handschwingen ist nicht nur die Spitze, sondern auch der innere Teil leicht schwarz, was aber beim zusammengelegten Flügel nicht sichtbar ist. Die Schwanzbinde hat sich fast aufgelöst. Füße und Schnabel sind grüngelb, der Schnabel trägt einen Ring. Im zweiten Sommerkleid ist die Schwanzbinde endgültig verschwunden und die graubraune Strichelung fehlt an Kopf und Hals, ist also nur noch an den Flanken vorhanden. Die Handschwingen sind jedoch immer noch im inneren Teil schwarz überhaucht. Schnabel und Beine sind wie im zweiten Winterkleid grüngelb. 

### Verwechslungsmöglichkeiten
Die Ringschnabelmöwe ähnelt sehr der eurasischen Sturmmöwe. Wichtige Unterscheidungsmerkmale zur Sturmmöwe sind: Schnabel und Körperbau sind kräftiger, die Füße sind länger, die Möwe ist insgesamt etwas größer. Im Prachtkleid fehlt der Sturmmöwe der schwarze Schnabelring (dieser ist aber in allen anderen Kleidern vorhanden). Im Schlichtkleid ist der Schnabelring dünner und der Schnabelschaft ist grünlicher. Im 1. und 2. Winterkleid sowie im 1. und 2. Sommerkleid sind beide Arten nur durch den Körperbau zu unterscheiden. Die Iris ist bei der Sturmmöwe nie gelb, sondern stets braun. Eine weitere Verwechslungsmöglichkeit ist die Silbermöwe im 2. Winterkleid mit der Ringschnabelmöwe im 1. Winterkleid. Die Silbermöwe ist aber deutlich größer und noch kräftiger und hat variabel gestreifte oder gefleckte Große Armdecken und Schirmfedern, während diese Federn bei der Ringschnabelmöwe relativ einfarbig sind.

## Lebensweise
Die Ringschnabelmöwe zeigt dieselben Rufmuster wie die Silbermöwe, jedoch höher und nasaler. Sie läuft auf Nahrungssuche oft hin und her. Ihr Nahrungsspektrum reicht von Fischen über Wirbellose wie Insekten, Stachelhäuter, Würmer, Schnecken und Muscheln bis hin zu Aas. Fische werden aktiv aus dem Wasser gefangen, während Würmer und Insekten zum Beispiel auf Wiesen erbeutet werden. Ähnlich wie die Silber- und die Lachmöwe findet sie auch in Städten Nahrung, wie etwa auf Mülldeponien. An Küsten und Ufern werden im Spülsaum Weichtiere und andere Wirbellose gesucht. Der Vogel ist in der Brutzeit an Binnenseen und Kleingewässern zu finden, wo er auch brütet. Das Nest wird auf dem Boden in dichterer oder spärlicher Vegetation errichtet. Es besteht aus Pflanzenteilen wie Gras, Schilf, Blättern und Anderem und ist ein leicht kegelförmiger, unordentlicher Haufen mit einer Mulde in der Mitte. Die Möwe brütet in Kolonien. Im Winterhalbjahr ist sie häufiger an der Küste zu finden.

## Lebensraum und Verbreitung
Der Bestand der Ringschnabelmöwe wird auf 1,2 Milliarden Exemplare geschätzt. Damit ist sie die dritthäufigste Vogelart überhaupt. Sie ist in weiten Teilen Nordamerikas verbreitet. Ihre bevorzugten Brutgebiete sind Seen und Stauseen. Das Brutgebiet erstreckt sich vom südlichen Kanada bis in die mittleren USA. Nordgrenze ist dabei eine Linie von Vancouver Island zum Großen Sklavensee, von dort bis zur Hudson Bay und dann auf die Labrador-Halbinsel bis nördlich von Neufundland. Im Winter ziehen die Vögel in Richtung Süden. Überwinterungsgebiet sind die südlichen USA auf Höhe von Florida und Kalifornien über Mexiko und Mittelamerika bis in die Karibik auf die Bahamas und die Großen Antillen. Selten kommt sie auch nach Alaska, Ecuador, Panama, Venezuela, Kolumbien, Brasilien, Südafrika, Japan, Südkorea, Mauretanien, Marokko, Senegal und auf einige atlantische und pazifische Inseln, wie zum Beispiel Hawaii, die Azoren und Bermuda. 
Im europäischen Raum ist sie besonders im Westen als Gastvogel anzutreffen, so in Portugal, Spanien, Frankreich und Großbritannien; die meisten Sichtungen gibt es dabei im Winterhalbjahr. In Mittel- und Nordeuropa, wo sie zum Beispiel in Belgien, den Niederlanden, Deutschland, Dänemark, Polen, Schweden, Norwegen und Island beobachtet wurde, ist die Art eine seltene Ausnahmeerscheinung. 
Von der IUCN wird sie als least concern (nicht gefährdet) eingestuft.

## Bilder

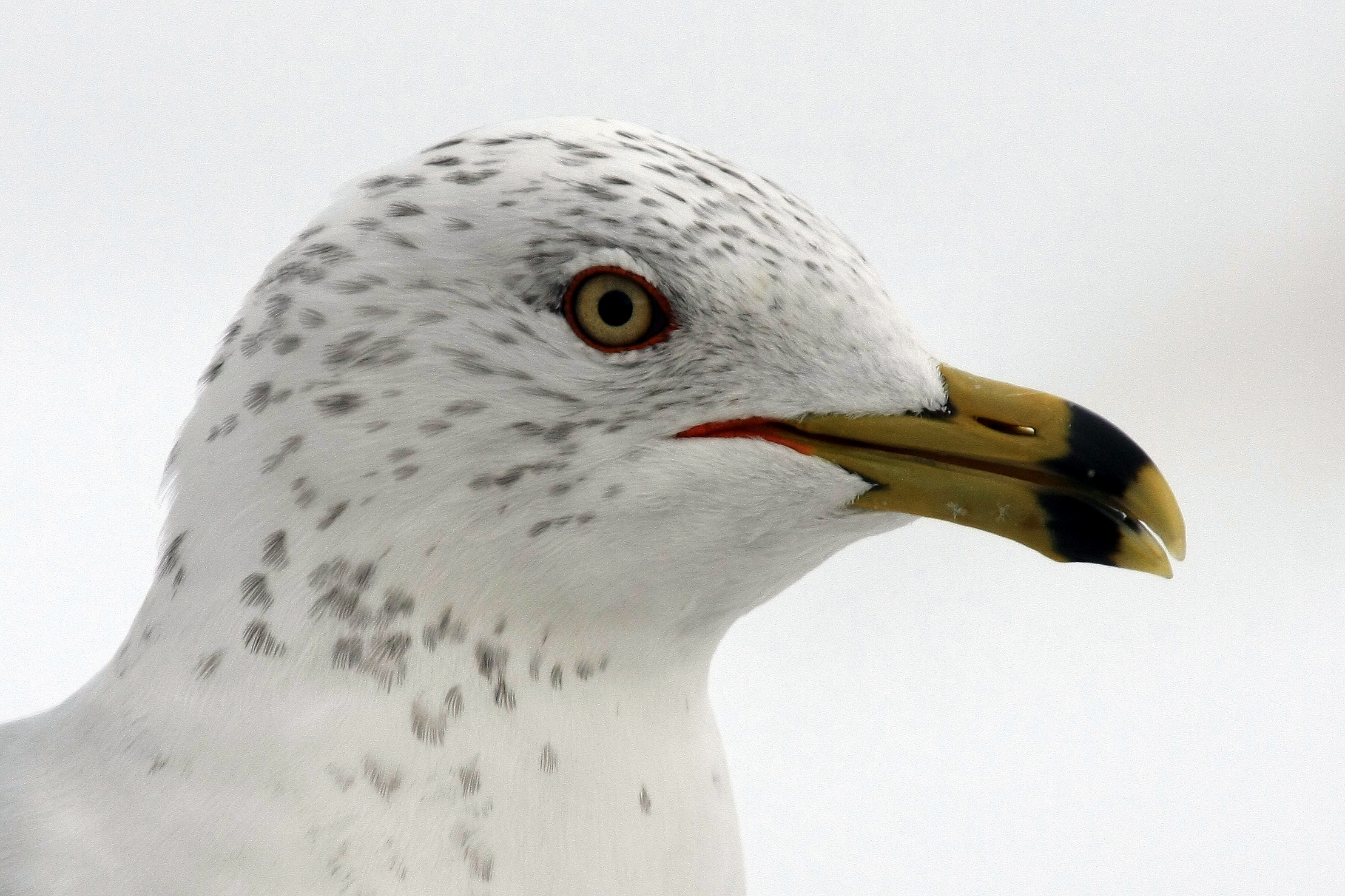
Schlichtkleid
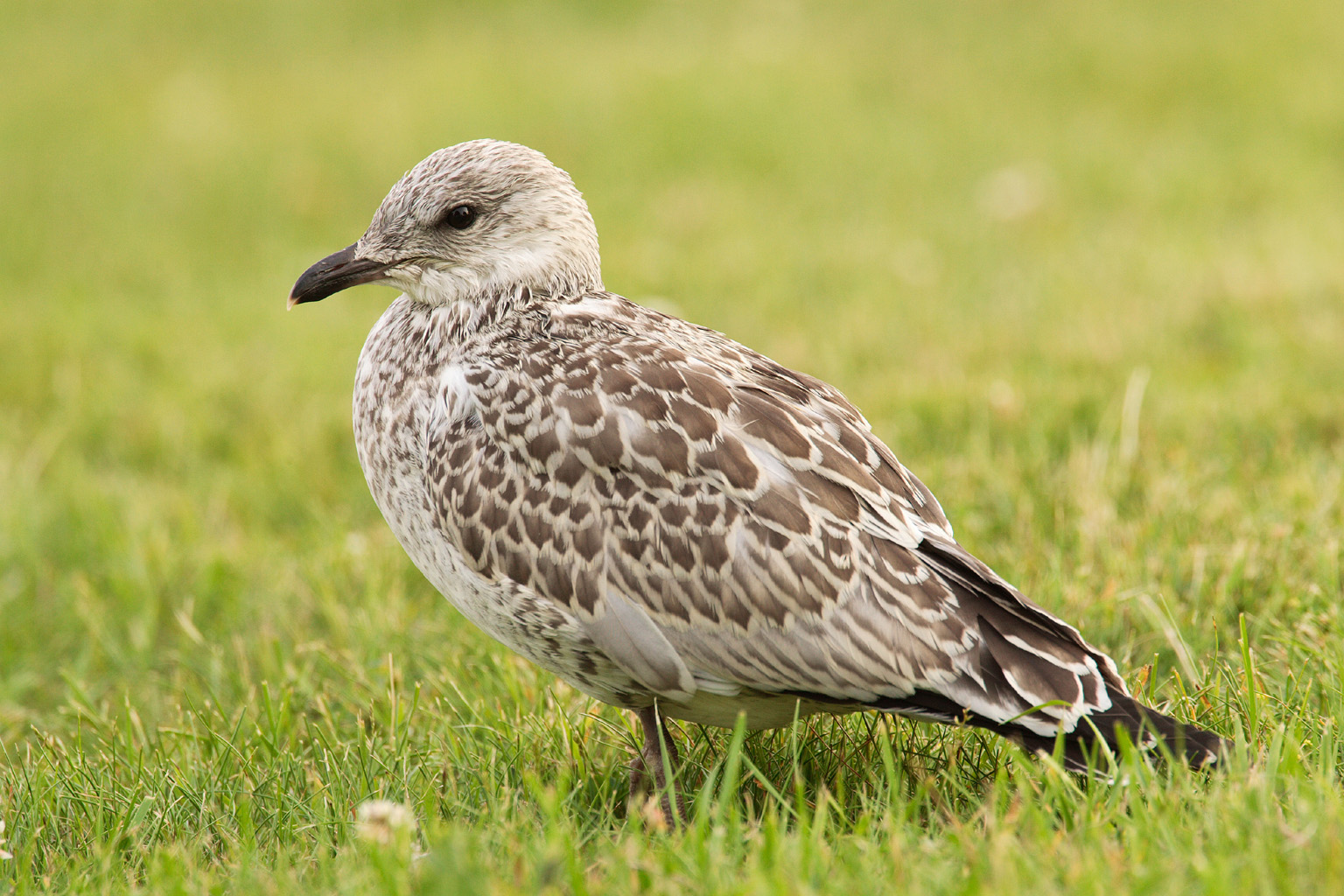
Jugendkleid
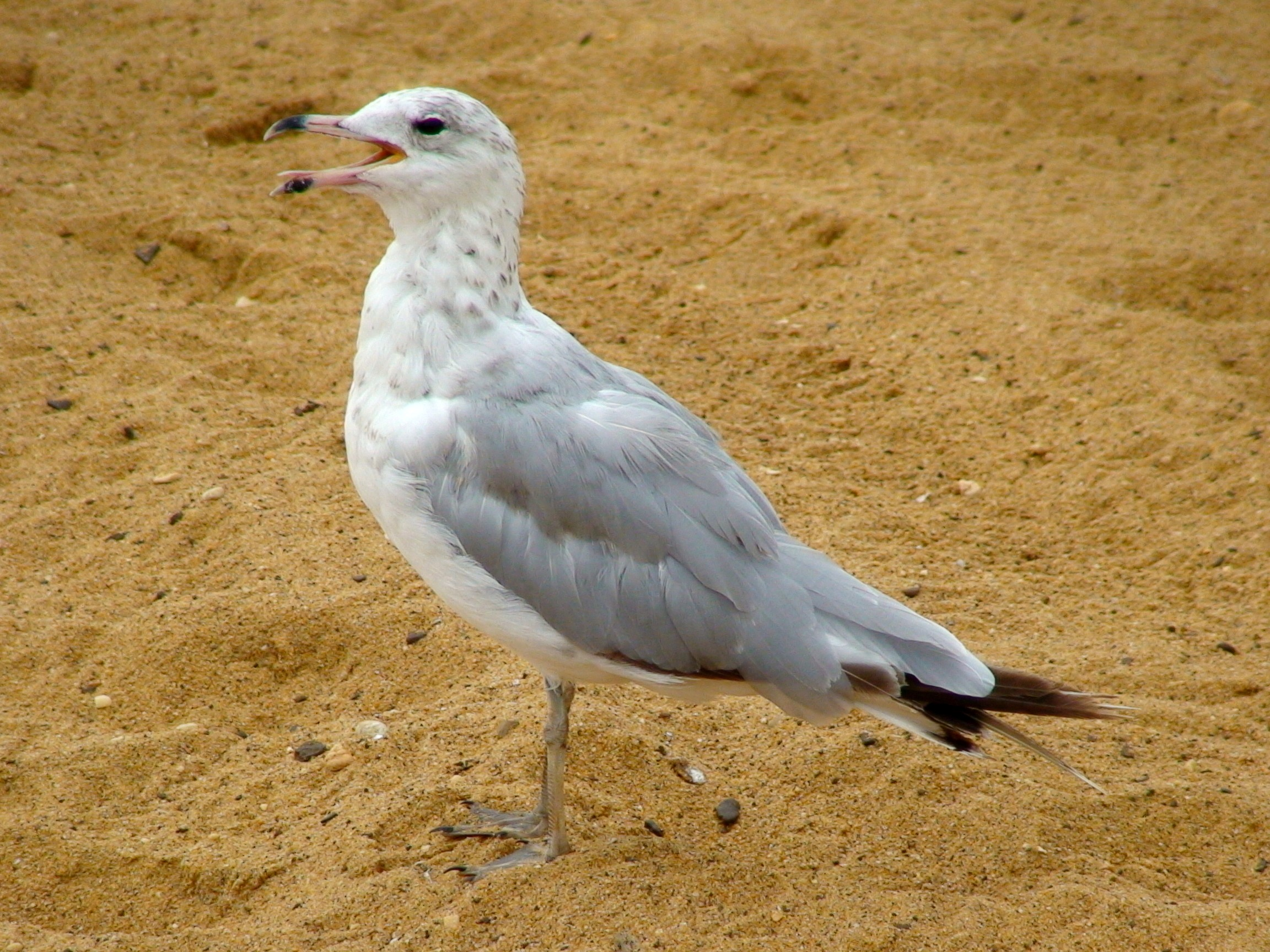
Rufender Jungvogel im 1. Sommerkleid
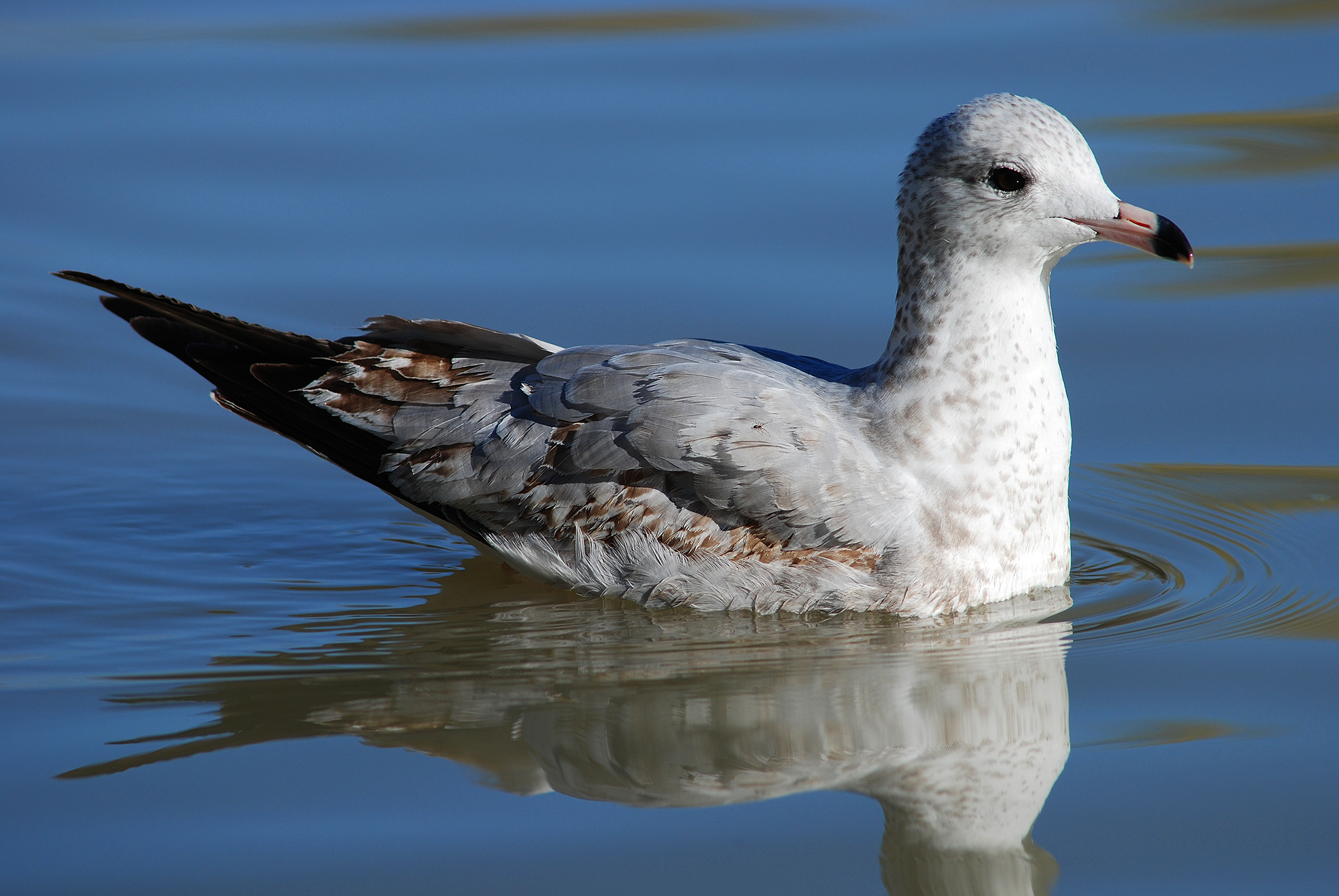
2. Winterkleid
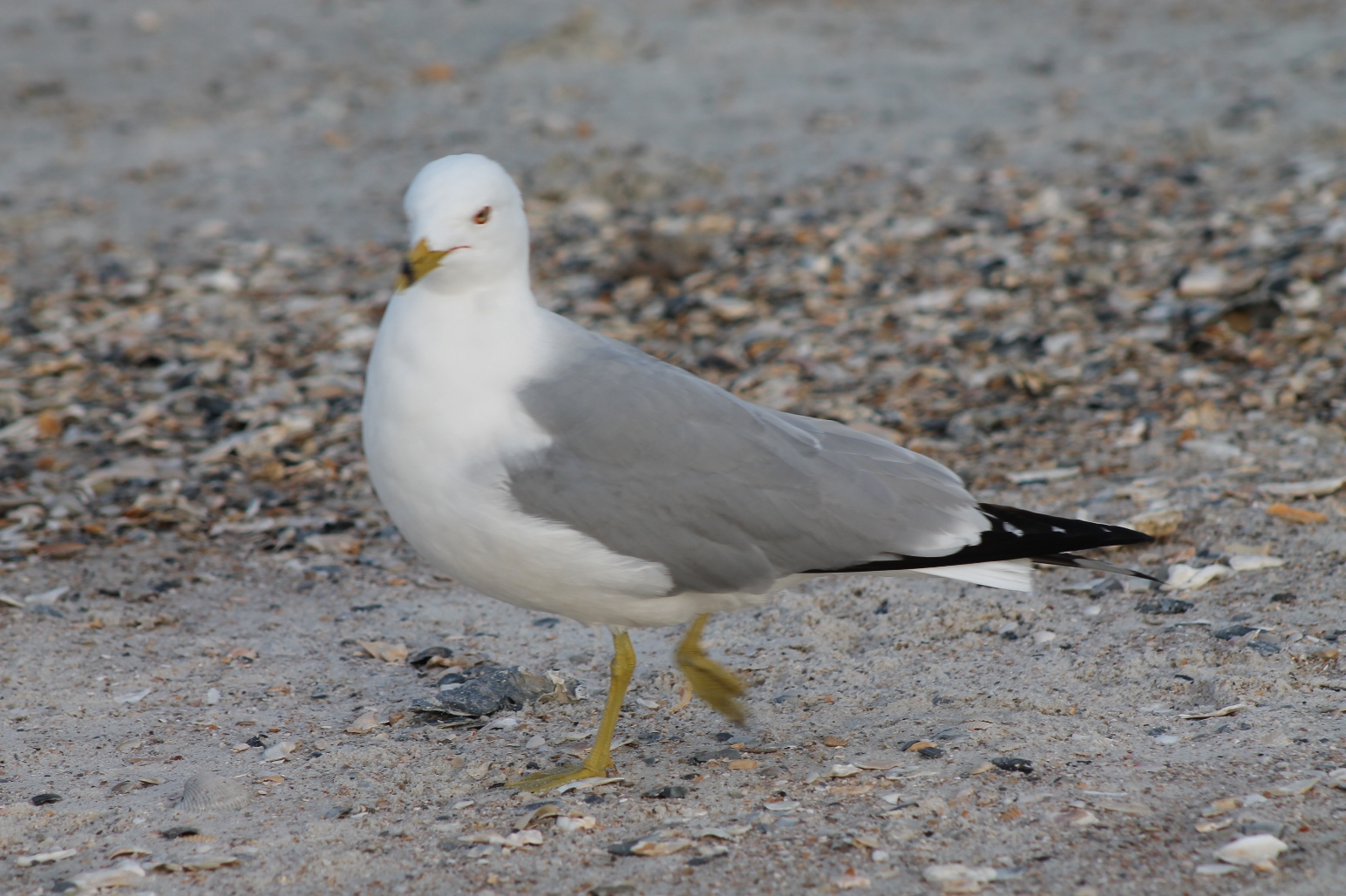
Adulter Vogel